# Poganjek
Poganjek je rastlinsko steblo z listi in cvetovi. V botaniki poganjek imenujemo vsako rastlinsko steblo skupaj z vsemi njegovimi izrastki (torej listi, brsti, popki, cvetovi in socvetji). Izraz poganjek se pogosto enači s steblom, a sta pojma med seboj v razmerju nadpomenke in podpomenke.

## Tipi
Ločimo več različnih tipov poganjkov, ki jih je mogoče prepoznati pri izbrani rastlini.

### Glede na red
- Glavni poganjek je vsak poganjek, ki ima svoj izvor neposredno v zasnovi stebla.[1] Gre za poganjek, ki izvira neposredno iz plumule rastlinskega embrija (zarodka).[4]
- Stranski poganjek je vsak poganjek nižjega reda, ki raste iz zalistja poganjka višjega reda. Tak poganjek ne izvira neposredno iz embrija[1], ampak poganja iz nodija (kolenca).[4] Na stranske poganjke se lahko razveji bodisi glavni poganjek bodisi stranski poganjek višjega reda.[4]

Stranske in glavne poganjke prepoznavamo le pri razvejanih poganjkih. Pri nerazvejanih je poganjek zgolj en. Za poganjke različnega reda pri drevesih in grmovnicah se uporablja posebna terminologija; glavni poganjek imenujemo deblo, medtem ko iz njega izraščajoče stranske poganjke nazivamo veje. Kadar se stranski poganjki (veje) dalje cepijo na stranske poganjke še nižjega reda, tem pravimo vejice.

### Glede na sposobnost rasti
- Dolgi poganjek je vsak poganjek, ki uspeva eno ali več let, a je zanj značilna sposobnost neomejene rasti. Nodiji so na takšnem poganjku razmeščeni precej narazen (torej ima dolgi poganjek dolge internodije oziroma členke).[1]
- Kratki poganjek je vsak poganjek, ki uspeva eno ali več let, a je zanj značilna sposobnost omejene rasti. Takšen poganjek ima nodije, nameščene na majhni medsebojni razdalji (posledično so internodiji kratki).[1]

Izraziti in lahko prepoznavni kratki ter dolgi poganjki se pojavljajo pri lesnatih rastlinah (recimo številnih iglavcih, Coniferophyta). Navadni macesen (Larix decidua) je drevo, katerega igličasti listi (iglice) izraščajo iz kratkih poganjkov v dobro vidnih vretencih, ki vsebujejo velik šop iglic. Pri atlaški cedri (Cedrus atlantica) listi rastejo tako iz kratkih kot tudi dolgih poganjkov, pri čemer iglice iz kratkih poganjkov izraščajo v vretencih, medtem ko so na dolgih poganjkih posamični listi nameščeni premenjalno. Tudi za bore (Pinus) je značilno, da njihove iglice rastejo po dve (npr. pri črnem boru, P. nigra, in rušju, P. mugo) ali pet (npr. pri zelenem boru, P. strobus, in cemprinu, P. cembra) iz kratkih poganjkov. Ponekod (denimo pri smreki, Picea) so kratki poganjki tako kratki, da jih zlahka zamenjamo za del lista, ki izrašča iz njih.
Kratki poganjki pa ne predstavljajo le osnove za liste, ampak iz njih izraščajo tudi plodovi in cvetovi. Tako cvet denimo definiramo kot kratki poganjek, ki služi reprodukciji in navadno sestoji iz cvetnega peclja, cvetišča ter cvetnih listov.